# (73849) 1996 TF18
(73849) 1996 TF18 – planetoida z pasa głównego asteroid okrążająca Słońce w ciągu 3,47 lat w średniej odległości 2,29 j.a. Odkryta 4 października 1996 roku.